# Deep Purple in Concert
Deep Purple in Concert — концертный альбом британской группы Deep Purple, выпущенный на двойном LP в декабре 1980 года, уже после распада группы, лейблами Harvest Records (в Великобритании) Purple Records (в США) и Portrait Records (в Ирландии). Альбом занял #30 в британском чарте и был положительно оценен критиками.
Переиздан на CD в 2001 году, переиздан в формате SACD в 2004 году (при этом второй диск был ремастирован), затем в 2012 году второй диск ремиксирован и назван In Concert ’72.

## Об альбоме
Стороны 1 и 2 оригинального винилового издания (впоследствии составившие первый CD) содержат записи группы, сделанные 19 февраля 1970 года в BBC Studios для программы «The Sunday Show». Стороны 3 и 4 оригинального издания (составившие второй CD) содержат записи, сделанные 9 марта 1972 года в Paris Theatre для программы «BBC Sounds of the Seventies».

## Список композиций

### Оригинальное издание (2LP)
Слова и музыка всех песен —  Ричи Блэкмор, Иэн Гиллан, Роджер Гловер, Джон Лорд и Иэн Пейс.
| №  | Название                                                          | Длительность |
| -- | ----------------------------------------------------------------- | ------------ |
| 1. | «Speed King»                                                      | 6:20         |
| 2. | «Wring That Neck» (Ричи Блэкмор, Джон Лорд, Иэн Пейс, Ник Симпер) | 18:30        |

| №  | Название                                             | Длительность |
| -- | ---------------------------------------------------- | ------------ |
| 1. | «Child in Time»                                      | 10:12        |
| 2. | «Mandrake Root» (Ричи Блэкмор, Род Эванс, Джон Лорд) | 17:20        |

| №  | Название                | Длительность |
| -- | ----------------------- | ------------ |
| 1. | «Highway Star»          | 6:29         |
| 2. | «Strange Kind of Woman» | 8:34         |
| 3. | «Lazy»                  | 8:57         |
| 4. | «Never Before»          | 3:48         |

| №  | Название                                     | Длительность |
| -- | -------------------------------------------- | ------------ |
| 1. | «Space Truckin’»                             | 22:14        |
| 2. | «Lucille» (Альберт Коллинз, Ричард Пенниман) | 6:20         |

### Переиздания 2001 и 2012 (CD)
| №  | Название                                                          | Длительность |
| -- | ----------------------------------------------------------------- | ------------ |
| 1. | «Speed King»                                                      | 7:22         |
| 2. | «Child in Time»                                                   | 12:12        |
| 3. | «Wring That Neck» (Ричи Блэкмор, Джон Лорд, Иэн Пейс, Ник Симпер) | 18:59        |
| 4. | «Mandrake Root» (Ричи Блэкмор, Род Эванс, Джон Лорд)              | 17:38        |

| №  | Название                                     | Длительность |
| -- | -------------------------------------------- | ------------ |
| 1. | «Highway Star»                               | 8:32         |
| 2. | «Strange Kind of Woman»                      | 9:17         |
| 3. | «Maybe I’m a Leo»                            | 6:17         |
| 4. | «Never Before»                               | 4:34         |
| 5. | «Lazy»                                       | 11:08        |
| 6. | «Space Truckin’»                             | 21:46        |
| 7. | «Smoke on the Water»                         | 7:09         |
| 8. | «Lucille» (Альберт Коллинз, Ричард Пенниман) | 7:21         |

| №   | Название                                             | Длительность |
| --- | ---------------------------------------------------- | ------------ |
| 1.  | «Introduction»                                       | 0:16         |
| 2.  | «Highway Star»                                       | 7:41         |
| 3.  | «Strange Kind of Woman»                              | 9:32         |
| 4.  | «Maybe I’m a Leo»                                    | 5:35         |
| 5.  | «Smoke on the Water»                                 | 7:32         |
| 6.  | «Never Before»                                       | 5:18         |
| 7.  | «Lazy»                                               | 9:21         |
| 8.  | «Space Truckin’»                                     | 22:11        |
| 9.  | «Encore: Lucille» (Альберт Коллинз, Ричард Пенниман) | 7:32         |
| 10. | «Soundcheck: Maybe I’m a Leo»                        | 4:32         |

## Участники записи
Deep Purple:
- Ричи Блэкмор — гитара
- Иэн Гиллан — вокал
- Роджер Гловер — бас-гитара
- Джон Лорд — орган, синтезатор
- Иэн Пейс — ударные